# Sylwia Jaśkowiec
Sylwia Jaśkowiec (Myślenice, 1 de marzo de 1986) es una deportista polaca que compitió en esquí de fondo.
Ganó una medalla de bronce en el Campeonato Mundial de Esquí Nórdico de 2015, en la prueba de velocidad por equipo. Participó en tres Juegos Olímpicos de Invierno, entre los años 2010 y 2018, ocupando el quinto lugar en Sochi 2014, en la misma prueba.

## Palmarés internacional
| Campeonato Mundial | Campeonato Mundial | Campeonato Mundial | Campeonato Mundial   |
| Año                | Lugar              | Medalla            | Prueba               |
| ------------------ | ------------------ | ------------------ | -------------------- |
| 2015               | Falun (Suecia)     | Medalla de bronce  | Velocidad por equipo |